# Mulheres no Vietnã

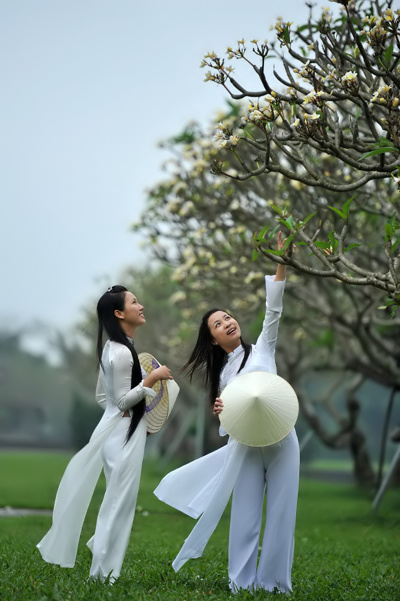
Mulheres vietnamitas com o vestido tradicional Áo dài.

O papel das mulheres no Vietnã esteve sujeito a muitas mudanças ao longo da história do Vietnã. Elas assumiram diferentes papéis na sociedade, incluindo guerreiras, enfermeiras, mães e esposas. Houve muitos avanços nos direitos das mulheres no Vietnã, tais como um aumento da representação feminina no governo e a criação da União das Mulheres do Vietnã em 1930.
Muitos estudiosos afirmam que o Vietnã era uma sociedade dominantemente matriarcal antes do governo chinês levar costumes confucionistas e valores patriarcais. Embora o domínio chinês em sua maior parte tenha terminado antes do século II, a maioria dos valores das instituições chinesas continuaram seguindo as dinastias vietnamitas. Durante o século XIX, o Vietnã foi dominado pelo domínio francês. Muitas mulheres foram temporariamente casadas com homens europeus durante este período, com ambas as partes vendo a união como mutuamente benéfica.
No início do século XX, sentimentos nacionalistas se ascenderam no Vietnã que, eventualmente, levaram ao fim do domínio francês em 1954 e dividiu o país em dois ao longo do paralelo XVII, no que ficaram conhecidos como Vietnã do Norte e Vietnã do Sul. Há muitos relatos de que o nacionalismo aumentou os direitos das mulheres, e muitas mulheres participaram na revolução contra o domínio francês.
O papel das mulheres na guerra continuou a aumentar durante o século XX, especialmente durante as guerras da Indochina. Durante e depois da Guerra do Vietnã, a decisão do Partido Comunista do Vietnã em fazer esforços para aumentar os direitos, equidade e representação das mulheres no governo passou a fazer parte do plano político do país. Isto incluiu a criação de quotas de emprego durante os anos 1960, que exigia que as mulheres ocupassem uma certa percentagem de postos de trabalho em diferentes setores.
Os direitos das mulheres continuam a aumentar no Vietnã contemporâneo, e as mulheres têm cada vez mais cargos de liderança. Anteriormente, Đặng Thị Ngọc Thịnh foi vice-presidente do Vietnã e presidente interina, cargo que ocupou em abril de 2016 e setembro de 2018. Além disso, Nguyen Thi Kim Ngan foi eleita presidente da Assembleia Nacional do Vietnã em março de 2016, a primeira vez que uma mulher já ocupou a posição. No entanto, ainda há uma influência de papéis de gênero e influência cultural no Vietnã hoje77+, que persiste dentro do ambiente doméstico, bem como na esfera socioeconômica.